# Salijan Sharipov
Salijan Shakirovich Sharipov (en ruso: Салижан Шакирович Шарипов) (Uzgen, 24 de agosto de 1964) es un ex-cosmonauta de doble nacionalidad quirguiz-ruso. Sharipov se reformó en 2008.

## Biografía
Graduado en la Escuela de Pilotos de la Fuerza Aérea Soviética en 1987. En 1994 se graduó en Cartografía en la Universidad Estatal de Moscú.
Salijan es casado con Nadejda Mavlyanovna Sharipova y tiene dos de hijos. Le gusta fútbol y lectura. Su padre, Shakirjan Sharipov, reside en su ciudad natal.

## Experiencia
Después de graduar se en la Escuela de Pilotos de la Fuerza Aérea Soviética en 1987 trabajó como instructor de pilotos e instruyó ocho cadetes. Tiene 950 horas de vuelo y experiencia volando en aeronaves MiG-21 y L-39.
Seleccionado por el Centro de Entrenamiento de Cosmonautas Yuri Gagarin (GCTC), Sharipov fue candidato a cosmonauta en 1990. En 1992 completó el entrenamiento general y se hizo cosmonauta. Como miembro del grupo de cosmonautas, completó el curso completo para misiones a la estación espacial MIR para el puesto de comandante.
Sirvió como especialista de misión en la tripulación de la misión STS-89 (22-31 de enero de 1998), la octava misión autobús espacial Mir donde la tripulación transfirió más de 3,5 toneladas de equipamientos científico y de logística, además de agua del transbordador espacial Endeavour a la estación espacial Mir. Esa misión fue la quinta y última donde ocurrió cambio de tripulante americano en  la MIR (entregó Andy Thomas y regreso David Wolf). La misión duró 8 días, 19 horas y 47 segundos, viajando 5,8 millones de kilómetros en 138 órbitas alrededor de la Tierra.
Sharipov también sirvió como ingeniero de vuelo de la Expedición 10 en la Estación Espacial Internacional.
Sharipov acumuló más de 211 horas en el espacio.